# Нарбутово (Росія)
Нарбу́тово (рос. Нарбутово, башк. Нарбут) — присілок у складі Кугарчинського району Башкортостану, Росія. Входить до складу Юмагузінської сільської ради.
Населення — 24 особи (2010; 43 в 2002).
Національний склад:
- башкири — 98%